# Denís Golovánov
Denís Yúrievich Golovánov (en ruso: Дени́с Ю́рьевич Голова́нов; n. 27 de marzo de 1979 en Sochi, Rusia) es un exjugador de tenis ruso. En su carrera conquistó un título de dobles y obtuvo $223 998 dólares en premios.

## Títulos (1;0+1)

### Dobles (1)
| Leyenda                |
| Grand Slam (0)         |
| Tennis Masters Cup (0) |
| ATP Masters Series (0) |
| ATP Tour (1)           |

| N.º | Fecha | Torneo          | Superficie | Pareja              | Oponentes en la final      | Resultado |
| --- | ----- | --------------- | ---------- | ------------------- | -------------------------- | --------- |
| 1.  | 2001  | San Petersburgo | Carpeta    | Yevgueni Káfelnikov | Irakli Labadze Marat Safin | 7-5 6-4   |

- Datos: Q617698